# Villa Pappone

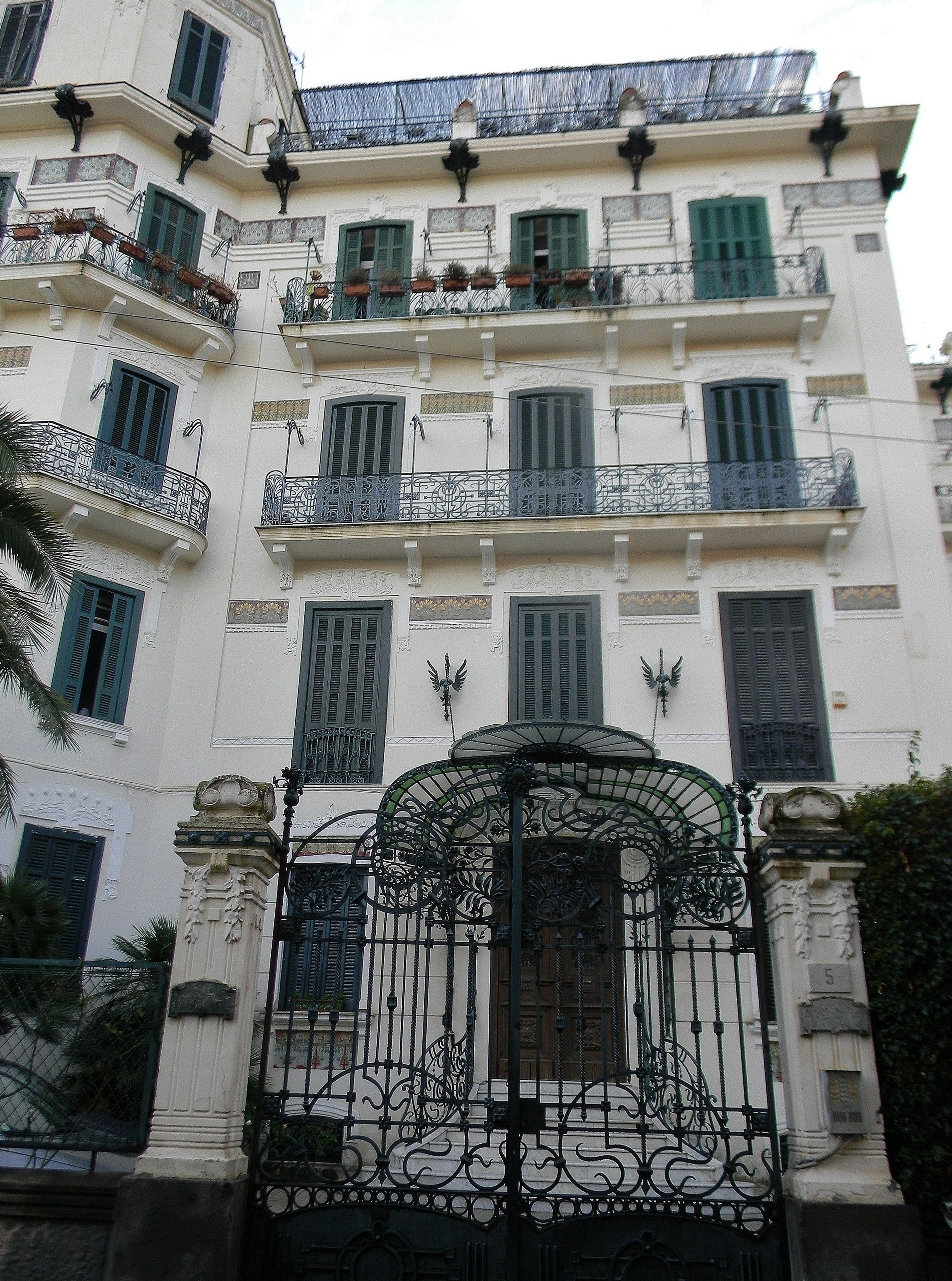
Villa Pappone in Neapel

Die Villa Pappone ist ein Landhaus aus den 1910er-Jahren im Viertel Posillipo von Neapel in der italienischen Region Kampanien. Sie liegt an der Salita del Casale.

## Geschichte
Die Jugendstilvilla wurde im Jahre 1912 im Auftrag des Cavaliere del Lavoro Francesco Pappone nach Plänen des Architekten Gregorio Botta erbaut.

## Beschreibung
Das Wohnhaus ist als Mehrfamilienhaus konzipiert und erstreckt sich über vier Stockwerke. Die Fassade zeigt bemerkenswerte Stuckdekorationen im Jugendstil. Das Eingangstor hat ein prächtiges Vordach aus Schmiedeeisen und polychromen Glasscheiben.
Die Verzierungen an der Fassade basieren auf einer Dekoration, die einem Blumenmuster nachempfunden ist, dem Tätigkeitsbereich des Auftraggebers entsprechend. Auch die Majolikas auf den Pfosten zeigen diese Art floraler Dekoration.

## Bildergalerie

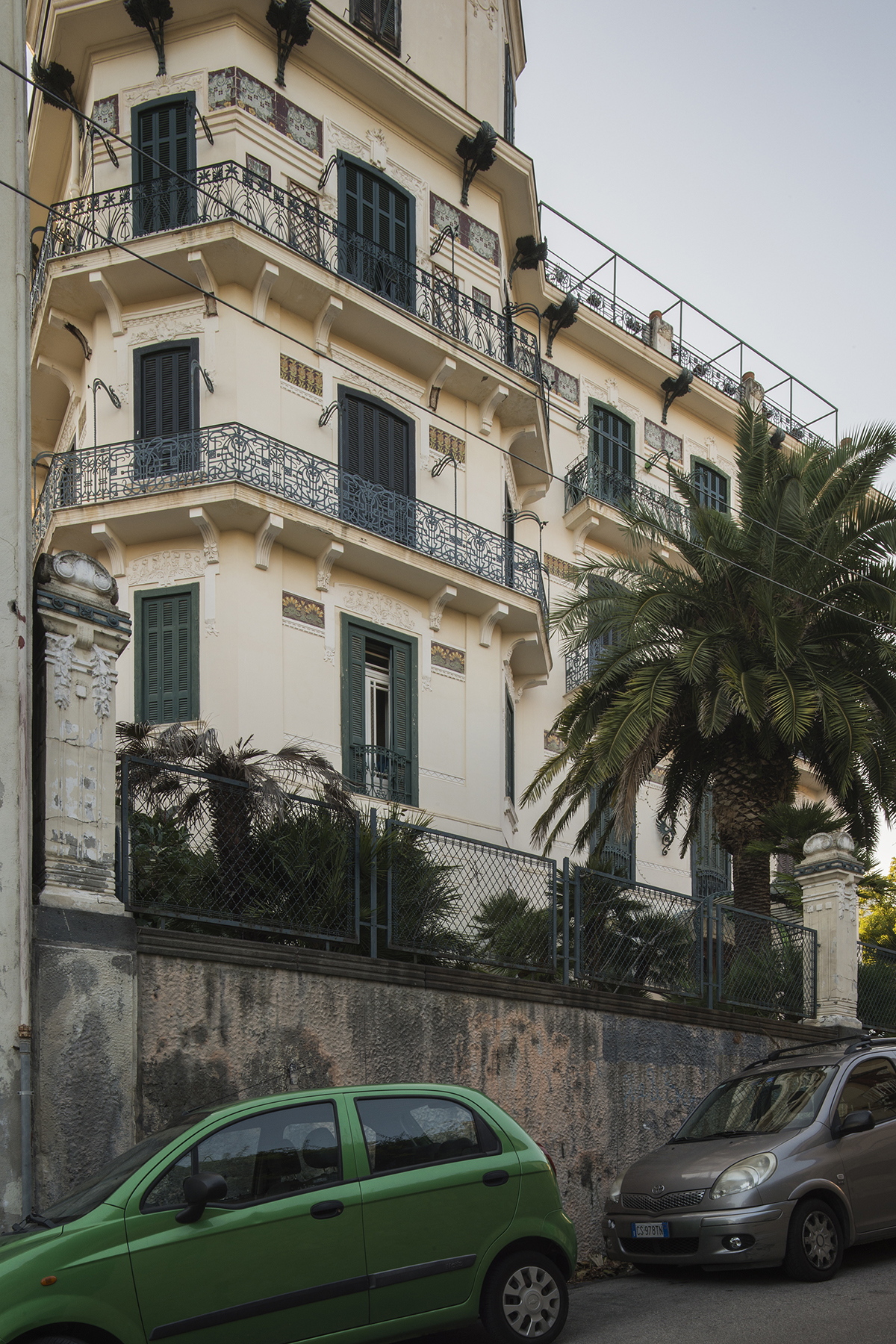
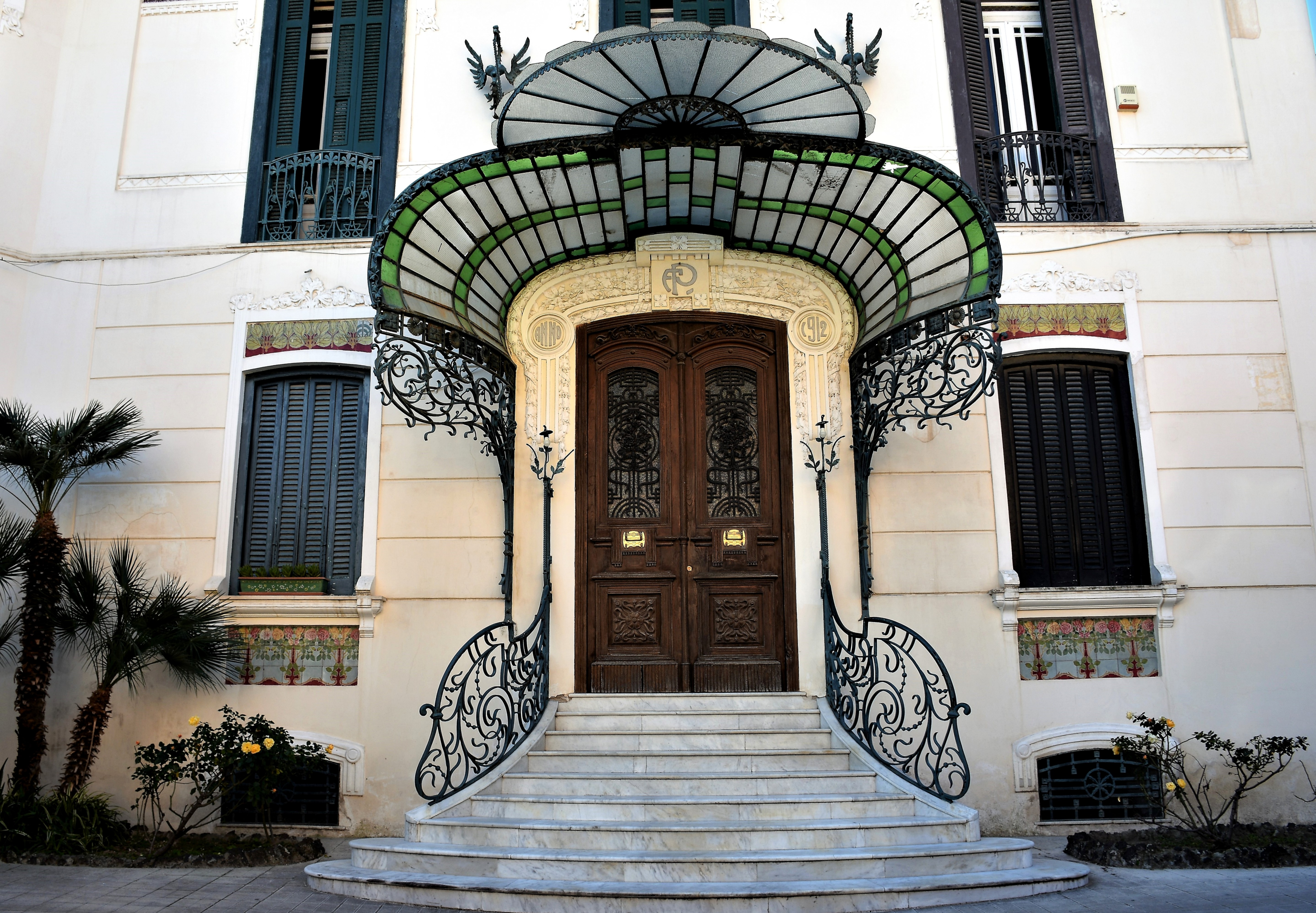